# Liste der Naturdenkmale in Bruchmühlbach-Miesau
Die Liste der Naturdenkmale in Bruchmühlbach-Miesau nennt die im Gemeindegebiet von Bruchmühlbach-Miesau ausgewiesenen Naturdenkmale (Stand 2. April 2013).

## Naturdenkmale
| Nr.         | Bezeichnung     | Lage                                              | Beschreibung | Bild                                    |
| ----------- | --------------- | ------------------------------------------------- | --- | --------------------------------------- |
| ND-7335-179 | Streitwiese     | Bruchmühlbach, nördlich des Ortes an der A 6 Lage | Sumpfwiese; flächenhaftes Naturdenkmal; Teilfläche des Naturschutzgebietes Spießwald-Streitwiese | Direkt Bild zu diesem Denkmal hochladen |
| ND-7335-180 | Elendsklamm     | Bruchmühlbach, südlich des Ortes Lage             | 3 km lange Buntsandsteinschlucht; flächenhaftes Naturdenkmal; teilweise zu Martinshöhe | Direkt Bild zu diesem Denkmal hochladen |
| ND-7335-276 | Friedenslinde   | Bruchmühlbach, Geisenbergstraße Lage              | Tilia cordata, 25 m hoch | Direkt Bild zu diesem Denkmal hochladen |
| ND-7335-279 | Am Storchenbaum | Miesau, am südwestlichen Ortsrand Lage            | Gehölzreihe aus etwa hundertjährigen Eichen (Quercus sp.), dazwischen Hainbuche (Carpinus betulus), Bergahorn (Acer pseudoplatanus), Schlehe (Prunus spinosa), Hasel (Corylus avellana) und Holunder (Sambucus sp.) | Direkt Bild zu diesem Denkmal hochladen |